# Педра-Азул (парк штата)
Педра-Азул (порт. Parque Estadual da Pedra Azul) — парк штата в штате Эспириту-Санту (Бразилия).
Заповедник на этом месте был создан 31 октября 1960 года. 2 января 1991 года статус территории был повышен до «парк штата». Административно принадлежит муниципалитетам Домингус-Мартинс и Варжен-Алта. С 2002 года входит в Центрально-Атлантический лесной экологический коридор.
Парк занимает площадь 12,4 км² (для свободного посещения открыто лишь около 5 % площади), его ядро — примечательное скальное образование Педра-Азул (Синий Камень) высотой 1822 метра. Бо́льшую часть времени оно бежевого цвета, но в зависимости от освещения приобретает синий, зелёный и даже жёлтый цвет. Температура в парке находится в пределах 7,3—27,8 °C, его высота над уровнем моря колеблется от 1250 до 1909 метров (гора Каменные Цветы). В парке обитают 182 вида птиц, растут 51 вид бромелий, 126 видов орхидей. Здесь берёт исток река Рио-Жуку.
Парк работает ежедневно, кроме понедельника, с 8 до 17 часов. Посещение обязательно в присутствии рейнджера-проводника, запись на экскурсию производится минимум за сутки. Предоставляется два типа прогулки: продолжительностью 5 и 2,5 часов.